# セラ・マカエンシFC

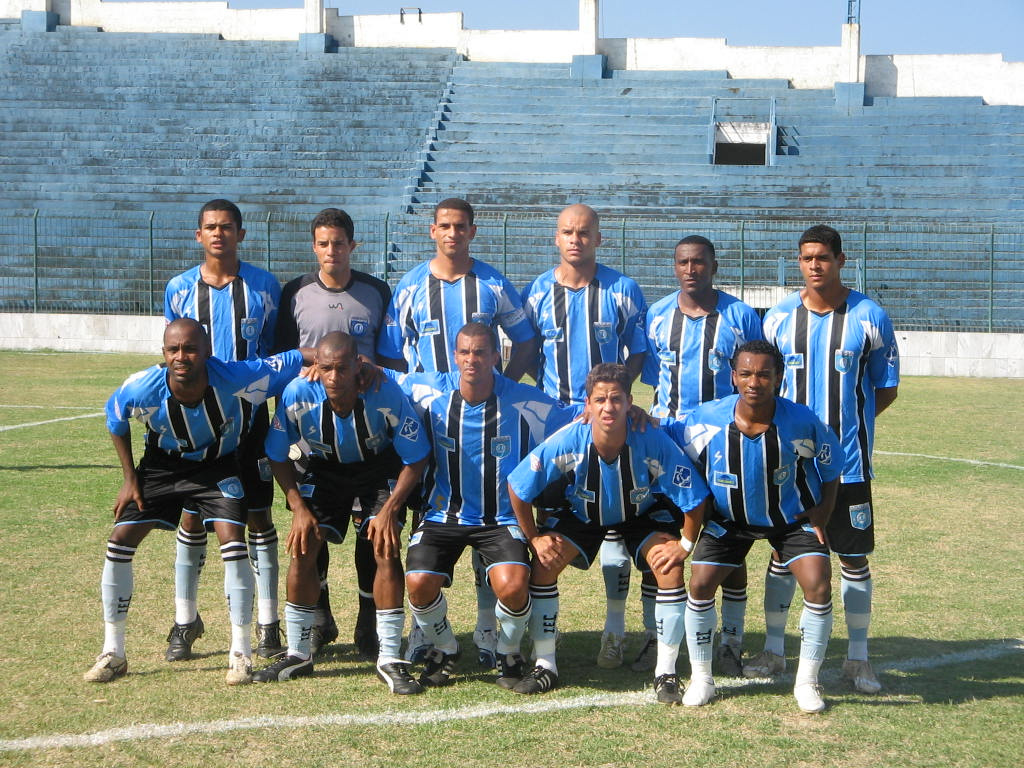
2007年シーズン

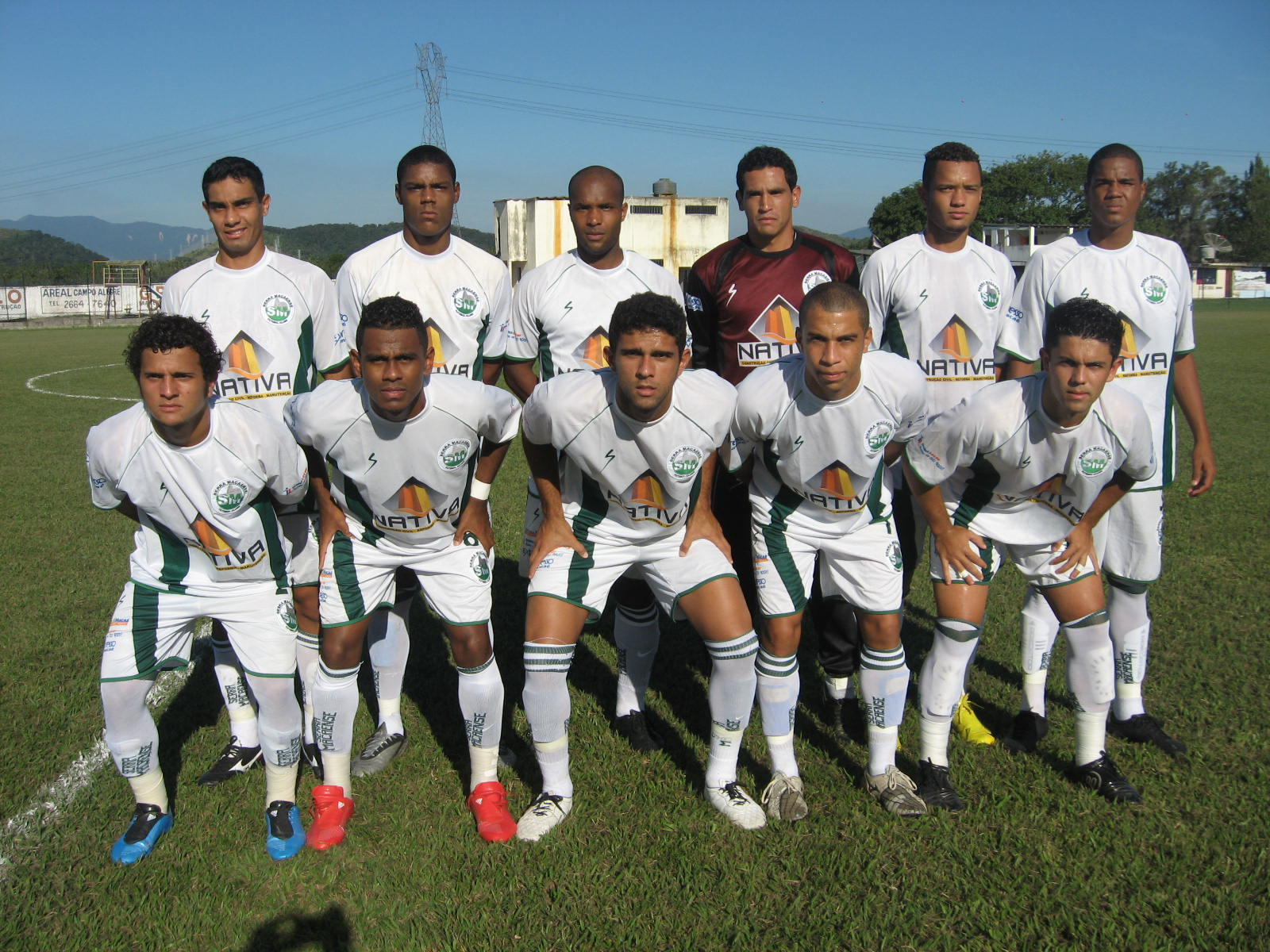
2010年シーズン

セラ・マカエンシ・フチボウ・クルービ（ポルトガル語: Serra Macaense Futebol Clube）は、ブラジル・リオデジャネイロ州マカエを本拠地とするサッカークラブ。

## 歴史
2009年11月18日にAEインデペンディエンチを取得して成立した。

## クラブカラー
元来はインデペンディエンチと同じスカイブルーと黒であったが、後に緑に改まった。